# 小森敏之
小森 敏之（こもり としゆき、1922年（大正11年）3月5日 - 1981年（昭和56年）11月8日）は、日本の実業家である。丸大食品の創業者として知られた。

## 経歴・人物
香川県高松市に小森保とその妻のかずえの間に長男として生まれる。今宮第五尋常高等小学校卒業後、証券会社であった不破商店に勤務した。後に水産物加工業務に携わり、1954年（昭和29年）には大阪市内で魚肉ハム及びソーセージの工場の創設、経営に携わった。小森はその工場名を「丸大食品」と称し、1958年（昭和33年）に株式会社化された。
1961年（昭和36年）には、同社で製造されたハムやソーセージにおける独自の小売店への販売システムを導入し、パートタイム労働者への育成に貢献した。1964年（昭和39年）には父の後継者として代表取締役社長に就任した。また同時期に日本魚肉ソーセージ協会の副会長も務め、1981年（昭和56年）の死去まで社長に就任した。

## 親族
- 妻：洋子
  - 長男：嘉之（1952年 - ）- 丸大食品第3代社長、現会長[3]。
    - 長男の妻（義娘）：恵子
    - 孫：誠之
    - 孫：禎之

  - 長女：節子
  - 次女：敬子
  - 三女：聖子